# Parathiodina compta
Genre
Espèce
Parathiodina compta, unique représentant du genre Parathiodina, est une espèce d'araignées aranéomorphes de la famille des Salticidae.

## Distribution
Cette espèce est endémique d'Haïti,.

## Description
Le mâle holotype mesure 5,5 mm.

## Publication originale
- Bryant, 1943 : The salticid spiders of Hispaniola. Bulletin of the Museum of. Comparative Zoology, vol. 92, no 9, p. 445-529 (texte intégral).